# Hudterapeut
Hudterapeut är en person som vårdar huden på människor. Detta kan gälla både för besvär och skönhetsbehandlingar.
En hudterapeut kan arbeta med ansiktsbehandlingar, manikyr, pedikyr, kroppsbehandlingar, massage, hårborttagning med vax och elektrisk nålepilation, makeup. Försäljning av hudvårdande produkter och makeup är en vanlig arbetsuppgift. Det ingår även teoretiska ämnen som kemi, fysik, dermatologi, ekonomi, mikrobiologi och näringslära i hudterapeutens utbildning. 
Inom yrket finns möjlighet att avlägga gesäll- och mästarbrevstest, dessa agerar som certifikat. Utbildning finns i privat regi och på yrkeshögskolan. En auktoriserad hudterapeut med certifikat från t.ex. Sverige Hudterapeuters Riksorganisation (SHR) har djupgående kunskap om hudens anatomi och kan erbjuda avancerade behandlingsmetoder för bland annat akne och rosacea.
Hudterapeuter arbetar på hudvårdssalonger, parfymerier, lyxkryssare och SPA:n. Många hudterapeuter driver egna verksamheter. Det efterfrågas även hudterapeuter till hudläkare och apotek.
Arbetet som hudterapeut kräver arbetskläder som är både praktiska och främjar god hygien. Under arbetet används ett förkläde.
En del hudterapeuter väljer att inrikta sig på ekologisk hudvård. Ekologisk hudvård handlar inte bara om att arbeta med ett ekologiskt hudvårdsmärke, utan även om kunskap och respekt för natur, djur och människor.